# Cristian Penilla
Cristian Anderson Penilla Caicedo (Esmeraldas, 2 maggio 1991) è un calciatore ecuadoriano, attaccante del Mushuc Runa.